# Bitumen-Haftkleber

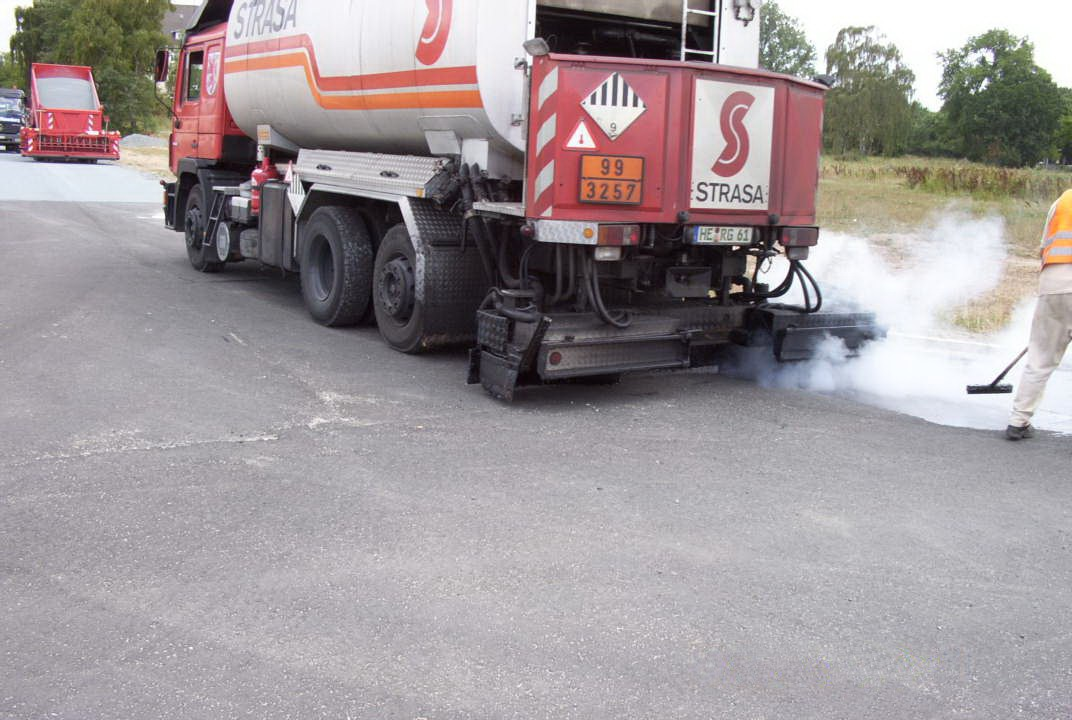
Anspritzen mit Heißbitumen bei einer Oberflächenbehandlung, Aufbringung ist bei Haftkleber identisch

Der Bitumen-Haftkleber (auch Haftkleber, kurz HK) oder unter neuer Bezeichnung C40B5-S (früher C 40 BF1 -S) ist eine kationische Bitumenemulsion mit niedrigem Bindemittelgehalt und hohem Lösemittelzusatz. Das Aufbringen des Bitumen-Haftklebers wird als Anspritzen, Vorspritzen oder Aufspritzen bezeichnet. Vorteilhaft gegenüber einer normalen kationischen Bitumenemulsion (ohne Zusätze) ist, dass der Bitumen-Haftkleber sehr dünnflüssig ist. Hierdurch ist eine gute Staubdurchdringung gegeben. Ein Verbund zwischen Unterlage und aufgetragenem Gut ist folglich gewährleistet. Haftkleber wird in der Regel „kalt“ verarbeitet, eine Aufheizung auf 40–60 °C ist möglich.
Bitumen-Haftkleber kann aus unterschiedlichen Gründen aufgespritzt werden. Er ist grundlegender Bestandteil des Schichtenverbundes; in seltenen Fällen (Betonuntergrund) wird bei einer Oberflächenbehandlung Haftkleber als Porenverschluss und Haftverbesserer aufgebracht.
Grundsätzlich dient die Aufbringung eines Haftklebers als Haftbrücke für den Schichtenverbund (zur Verklebung) beim Einbau mehrerer Walzasphaltschichten. Man unterscheidet hierbei, je nach Anwendungsfall, die Bindemittelmenge. Der Verbrauch liegt üblicherweise zwischen 0,20 und 0,40 kg/m². Ein fehlender und unzureichender Schichtenverbund führt zu einer schnelleren Ermüdung der Straßenbefestigung.